# Коронная колония
В терминологии государственного права Англии, а затем Британской империи коро́нными коло́ниями (англ. Crown Colony) или королевскими колониями назывались колонии в смысле зависимых территорий, находившихся под прямым управлением  британской Короны (термин, который на практике обычно означает правительство Соединенного Королевства, действующее от имени монарха, британское государство вообще), обычно через губернатора, назначаемого монархом по совету  правительства Великобритании, с учётом или без учёта мнения местного совета (в некоторых случаях разделенного на два: Исполнительный совет и Законодательный совет), аналогичного Тайному совету Великобритании,  у которого совещательные полномочия при британском монархе и который может вносить рекомендации о назначениях. Поскольку члены исполнительных советов назначались губернаторами,  и британские граждане, проживавшие в коронных колониях, не имели представительства в местном правительстве или были ограничены представлены в нижней палате местной власти. Это отличалось от самоуправляющихся колоний, в которых правительство метрополии (Великобритании) делегировало законодательную власть для решения большинства местных внутренних вопросов управления выборным собраниям, начиная с Палаты бюргеров колонии Виргиния в Северной Америке в 1619 году и Палаты собрания Парламента Бермудских островов в 1620 году (однако термин «коронная колония» иногда ошибочно применялся к колониям, которые на самом деле имели выборные органы местного самоуправления и частичную автономию). Поскольку Палата общин парламента Соединенного Королевства никогда не имела в своём составе депутатских мест ни для одной из колоний, не было и, следовательно, не существует представительства ни на каком уровне власти для британских граждан, проживавших в коронных колониях. (В Великобритании орган исполнительной власти – правительство – формируется из депутатов членов нижней палаты парламента, палаты общин, и когда не было депутатов от коронных колоний, представители таких колоний не могли попасть в состав британского правительств).
Все британские колонии, будь то коронные (например, Гонконг) или самоуправляющиеся (например, Бермудские острова, были переименованы в «Британские зависимые территории» с 1 января 1983 года в соответствии с законом парламента Соединенного Королевства 1981 года. Поскольку многие британские граждане в колониях (которые, за исключением жителей Фолклендских островов и впоследствии гибралтарцев, обнаружили, что их гражданство Соединенного Королевства и колоний одновременно изменилось на гражданство Британских зависимых территорий, второсортную форму британского гражданства, которая лишала их прав по рождению, включая право проживать и работать в Соединенном Королевстве) были оскорблены тем, что их описывали как иждивенцев Великобритании, а не британцами, с 2002 года колонии официально стали называться Британскими заморскими территориями (хотя британское правительство заявило, что отменит гражданство Британских зависимых территорий и вернется к единому гражданству для Великобритании и ее колоний, гражданство Британских зависимых территорий вместо этого было переименовано в Британское зависимое заморское гражданство и оставалось гражданством по умолчанию для колонистов, хотя Британское гражданство также можно было получить, а барьеры для колонистов, проживающих и работающих в Великобритании, были устранены).

## История
Ранние английские колонии обычно основывались и управлялись компаниями в соответствии с хартиями, дарованными монархом. Первой «королевской колонией» была колония Виргиния после 1624 года, когда корона Королевства Англии отменила королевскую хартию, которую она предоставила вирджинской компании, и взяла на себя управление администрацией.
Исполнительные губернаторы иногда дополняются назначаемым на местах и/или избираемым законодательным органом с ограниченными полномочиями — то есть на таких территориях отсутствует ответственное правительство. Например, в то время как Палата собрания Бермудских островов существует непрерывно с момента ее первой сессии в 1620 году, то ответственное правительство Бермудских островов существует только с 1968 года. (Бермудские острова стали коронной колонией в 1684 году, когда правительство отменило Королевскую Хартию, данную Somers Isles Company, преемнице Virginia Company, которая ранее контролировала администрацию, включая назначение губернаторов. Впоследствии британское правительство назначило губернатора Бермудских островов.)
Несмотря на свое более позднее использование, до середины XIX века термин «коронная колония» в основном употреблялся для тех колоний, которые были приобретены в результате войн, таких как Тринидад и Тобаго. После этого он стал более широко применяться ко всем британским территориям, кроме Британской Индии, и самоуправляющимся колониям, таким как провинция Канада, Ньюфаундленд, Британская Колумбия, Новый Южный Уэльс, Квинсленд, Южная Австралия, Тасмания, Виктория, Западная Австралия и Новая Зеландия.
К середине XIX века монарх назначал колониальных губернаторов только по совету государственного секретаря по делам колоний.
Термин «коронная колония» продолжал использоваться до 1981 года, когда в соответствии с Законом о британском гражданстве 1981 года оставшиеся британские колонии были переклассифицированы как «Британские зависимые территории». К этому времени термин «коронная колония» относился конкретно к колониям, лишенным значительной автономии, которые управлялись исполнительным губернатором, назначенным британским правительством — таким, как Гонконг, до его передачи в 1997 году Китайской Народной Республике.

## Типы коронных колоний
По состоянию на 1918 год существовало три типа коронных колоний с различной степенью автономии:
- Коронные колонии с представительными советами , имевшими одну или две законодательные палаты, включающих назначенных короной и некоторых избранных на месте членов (Бермуды, Ямайка, Цейлон, Британская Колумбия, Ньюфаундленд и Фиджи).

- Коронные колонии, с назначаемыми советами, которые состояли из назначенных короной членов, с несколькими назначенными представителями из местного населения (Британский Гондурас, Сьерра-Леоне, Гренада и Гонконг). В Гонконге был представительный совет после введения выборов в Законодательный совет Гонконга в 1995 году.

- Коронные колонии управляемые непосредственно губернатором, такие как Басутоленд,[9] Гибралтар, остров Святой Елены и Сингапур, были самой малочисленной категорией и имели наименьшую автономию.

## Список
Следующий список включает территории, которые принадлежали в результате поселения, завоевания или аннексии Британской короне или независимому государству Содружества.a
| Название колонии                                       | от   | до        | Причина смены статуса |
| ------------------------------------------------------ | ---- | --------- | --- |
| Аден                                                   | 1937 | 1967      | Стал частью Федерации Южной Аравии. |
| Ашанти                                                 | 1901 | 1957      | Стал частью доминиона под названием Гана после его основания в 1957 году. |
| Багамы                                                 | 1718 | 1973      | Стал независимым королевством Содружества. |
| Басутоленд                                             | 1884 | 1964      | Стал британским протекторатом в 1964 году; затем стал независимым как Лесото в 1966 году. |
| Бермуды                                                | 1684 | 1981      | Стал Британской зависимой территорией в 1981 году. |
| Британский Бечуаналенд                                 | 1885 | 1895      | Стал частью Британской Капской колонии в 1895 году. |
| Британская Колумбия                                    | 1866 | 1871      | Стал частью Канады в 1871 году. |
| Британская Гвиана                                      | 1831 | 1966      | Стала независимой как Гайана в 1966 году. |
| Британский Гондурас (переименован в Белиз в 1964 году) | 1884 | 1981      | Стал независимым (как Белиз) в 1981 году. |
| Бирма                                                  | 1937 | 1948      | Отделился от Британской Индии в 1937 году и стал коронной колонией. Получила независимость в 1948 году как Бирма (позже Мьянма). |
| Объединенная провинция Канады                          | 1841 | 1867      | Стал частью Канады в 1867 году. |
| Капская колония                                        | 1806 | 1910      | Стал частью Южно-Африканского Союза в 1910 году. |
| Кайманские острова                                     | 1962 | 1981      | Стал Британской зависимой территорией в 1981 году. |
| Цейлон                                                 | 1815 | 1948      | Стал независимым в 1948 году как Доминион Цейлон (позже Шри-Ланка). |
| Кипр                                                   | 1914 | 1960      | Стал независимым как Кипр в 1960 году. |
| Восточная Флорида                                      | 1763 | 1783      | Передан Испании. Позже вошел в состав США. |
| Фолклендские острова                                   | 1841 | 1981      | Стал Британской заморской территорией в 1981 году. |
| Колония и протекторат Гамбия                           | 1888 | 1965      | Стала независимой как Гамбия в 1965 году. |
| Джорджия                                               | 1755 | 1776      | Стал частью Соединённых Штатов Америки в 1776 году. |
| Гибралтар                                              | 1713 | 1981      | Стал Британской заморской территорией в 1981 году. |
| Острова Гилберта и Эллис                               | 1916 | 1976      | Стал колонией островов Гилберта и колонией Тувалу до обретения независимости. |
| Золотой Берег                                          | 1821 | 1957      | Стала независимой в 1957 году как Гана. |
| Гонконг                                                | 1842 | 1981      | Переклассифицирована в Британскую зависимую территорию в 1981 году. Вернулся под суверенитет Китая в 1997 году. |
| Ямайка                                                 | 1655 | 1962      | Стал независимым в 1962 году как Ямайка. |
| Кения                                                  | 1920 | 1963      | Объединившись с Кенийским протекторатом в 1963 году, они образовали независимое государство Кения. |
| Лабуан                                                 | 1846 | 1890      | Управлялся британской компанией Северного Борнео в 1890—1904 годах. |
| Лабуан                                                 | 1906 | 1946      | Зарегистрирована как компания Стрейтс-Сетлментс 30 октября 1906 года. |
| Лабуан                                                 | 1946 | 1963      | Зарегистрирована на Северном Борнео 15 июля 1946 года. Стал частью Малайзии в 1963 году. |
| Нижняя Канада                                          | 1791 | 1841      | Стал частью провинции Канада в 1841 году. |
| Малакка                                                | 1946 | 1957      | Стал частью Малайи в 1957 году. |
| Мальта                                                 | 1813 | 1964      | Стала независимой в 1964 году как государство Мальта. |
| Массачусетс-Бэй                                        | 1692 | 1776      | Стал частью Соединенных Штатов Америки в 1776 году как штат Массачусетс. |
| Маврикий                                               | 1903 | 1968      | Стал независимым как Маврикий в 1968 году. |
| Наталь                                                 | 1843 | 1910      | Стал частью Южно-Африканского Союза в 1910 году. |
| Ньюфаундленд                                           | 1825 | 1907      | Стал Доминионом Ньюфаундленда в 1907 году, а затем присоединился к Канаде в 1949 году. |
| Нью-Гэмпшир                                            | 1692 | 1776      | Стал частью Соединённых Штатов Америки в 1776 году. |
| Новая Ирландия                                         | 1779 | 1783      | Передан Соединённым Штатам Америки после Войны за независимость и снова после войны 1812 года (1814—1815). |
| Нью-Джерси                                             | 1702 | 1776      | Стал частью Соединённых Штатов Америки в 1776 году. |
| Новый Южный Уэльс                                      | 1788 | 1901      | Стал частью Австралийского Содружества в 1901 году. |
| Нью-Йорк                                               | 1691 | 1776      | Стал частью Соединённых Штатов Америки в 1776 году. |
| Новая Зеландия                                         | 1841 | 1907      | Стал Доминионом Новой Зеландии в 1907 году. |
| Нигерия                                                | 1914 | 1960      | Стала независимой как Нигерия в 1960 году. |
| Остров Норфолк                                         | 1788 | 1914      | Передан под управление Австралии в 1914 году, как несамоуправляющаяся территория. Остров был самоуправляемым с 1979 по 2015 год. |
| Северное Борнео                                        | 1946 | 1963      | Стал частью Малайзии в 1963 году, как Сабах. Лабуан отделился от Сабаха в 1984 году и стал федеральной территорией. |
| Северная Каролина                                      | 1729 | 1776      | Стал частью Соединённых Штатов Америки в 1776 году. |
| Новая Шотландия                                        | 1710 | 1867      | Стал частью Канады в 1867 году. |
| Пенанг                                                 | 1946 | 1957      | Стал частью Малайи в 1957 году. |
| Квебек                                                 | 1763 | 1791      | Разделен между Верхней и Нижней Канадой и северо-западной территорией. |
| Квинсленд                                              | 1859 | 1901      | Стал частью Австралийского Содружества в 1901 году. |
| Сент-Кристофер-Невис-Ангилья                           | 1882 | 1981      | Стала Британской заморской территорией в 1981 году. Независимый с 1983 года. |
| Саравак                                                | 1946 | 1963      | Стал частью Малайзии в 1963 году. |
| Сейшельские острова                                    | 1903 | 1976      | Отделился от британского Маврикия в 1903 году, стал коронной колонией и стал независимым в 1976 году. |
| Сьерра-Леоне                                           | 1808 | 1961      | Стала независимой как Сьерра-Леоне в 1961 году. |
| Южная Австралия                                        | 1834 | 1901      | Стал частью Австралийского Содружества в 1901 году. |
| Южная Каролина                                         | 1729 | 1776      | Стал частью Соединённых Штатов Америки в 1776 году. |
| Южная Родезия                                          | 1923 | 1965/1980 | Провозгласил независимость в 1965 году, как Родезия, которая стала Зимбабве-Родезия, независимость признана Великобританией в 1980 году, как Зимбабве. |
| Сингапур                                               | 1946 | 1963      | Сингапур стал частью Малайзии в 1963 году; затем стал независимым как Республика Сингапур в 1965 году. |
| Стрейтс-Сетлментс                                      | 1786 | 1946      | Пенанг стал отдельной коронной колонией в составе Малайского Союза в 1946 году, который был реорганизован как Федерация Малайи в 1948 году и стал независимым в 1957 году; позже он стал частью Малайзии в 1963 году.                                             |
| Стрейтс-Сетлментс                                      | 1826 | 1946      | Сингапур стал отдельной коронной колонией в 1946 году, после того как была распущена Стрейтс-Сетлментс. |
| Стрейтс-Сетлментс                                      | 1826 | 1946      | Малакка стала отдельной коронной колонией в составе Малайского Союза в 1946 году, который реорганизовался в Малайскую Федерацию в 1948 году и стал независимым в 1957 году; позже она стала частью Малайзии в 1963 году.                                          |
| Стрейтс-Сетлментс                                      | 1857 | 1946      | Кокосовые острова вошли в состав колонии Сингапур в 1946 году. |
| Стрейтс-Сетлментс                                      | 1874 | 1937      | Диндинг (ныне Манджунг) стал частью Федеративных Малайских Штатов в 1937 году, которые позже стали частью Малайского Союза в 1946 году; Малайский Союз стал Федерацией Малайи в 1948 году и стал независимым в 1957 году; позже стал частью Малайзии в 1963 году. |
| Стрейтс-Сетлментс                                      | 1888 | 1946      | Остров Рождества стал частью колонии Сингапур в 1946 году. |
| Стрейтс-Сетлментс                                      | 1906 | 1946      | Лабуан стал частью колонии Сингапур в 1946 году. |
| Тасмания                                               | 1803 | 1901      | Земля Ван-Димена с 1803 по 1856 год; бывшая часть Нового Южного Уэльса с 1803 по 1825 год, когда она стала независимой колонией. Стал частью Австралийского Содружества в 1901 году.                                                                              |
| Верхняя Канада                                         | 1791 | 1841      | Стал частью провинции Канада в 1841 году. |
| Ванкувер                                               | 1848 | 1866      | В 1866 году слился с колонией Британская Колумбия, которая присоединилась к Канаде. |
| Виктория                                               | 1851 | 1901      | Стал частью Австралийского Содружества в 1901 году. |
| Виргиния                                               | 1624 | 1776      | Стал частью Соединённых Штатов Америки в 1776 году. |
| Западная Австралия                                     | 1829 | 1901      | Колония Суон-Ривер с 1829 по 1832 год. Стал частью Австралийского Содружества в 1901 году. |
| Западная Флорида                                       | 1763 | 1783      | Передан Испании. Позже вошел в состав США. |